# Зозуля Роман В'ячеславович
Рома́н В'ячесла́вович Зозу́ля (нар. 17 листопада 1989, Київ, Українська РСР, СРСР) — український футболіст, нападник. Грав за національну збірну України. Кавалер ордена «За заслуги» III ступеня (2020).
Волонтер, співзасновник благодійного фонду «Народна армія», що займається підтримкою армії. У 2017 році Роман Зозуля та Руслан Ротань заснували футбольну академію у Дніпрі.

## Клубна кар'єра

### «Динамо»
Вихованець київського «Динамо», прийшов до академії в 2002 році, а грав за молодіжний склад до 2008 року. У 2006 році став гравцем фарм-клубу киян — «Динамо-3». За який зіграв лише 1 матч. Після чого отримав підвищення до гравця «Динамо-2». Під час 2 років проведених там, він зіграв 59 матчів і забив 11 м'ячів. Дебютував у головній команді «Динамо» 11 травня 2008 року в матчі проти полтавської «Ворскли» (2:1). Всього за «синьо-білих» у Чемпіонаті України провів 32 матчі і забив 3 м'ячі. У 2009 році став найкращим бомбардиром молодіжного чемпіонату України

### «Дніпро»

#### Сезон 2011—2012
11 липня 2011 року підписав контракт з дніпропетровським «Дніпром». Дебютував у матчі 3 туру чемпіонату проти луцької «Волині». Дебютним голом відзначився теж у ворота цього клубу, але в кубковому матчі. На 100-й хвилині поєдинку отримав пряму червону картку. Відзначився голом у матчі 25 туру чемпіонату в ворота «Таврії». 2 травня 2012 року забив свій перший дубль у чемпіонаті, в грі проти донецького «Металурга» (0:3). Також віддав гольовий пас. У своєму останньому матчі сезону, отримав жовту картку на 43-й хвилині матчу з львівськими «Карпатами».

#### Сезон 2012—2013
У першому матчі сезону віддав гольовий пас, що принесло «Дніпру» перемогу над сімферопольською «Таврією». У наступному матчі відзначився голом у ворота «Металурга» на 5-й хвилині матчу. У наступному матчі на 4-й хвилині, віддав гольову передачу в матчі з «Металургом». У матчі 5 туру проти «Говерли», відзначився дублем забивавши голи на 12-й і 93-й хвилинах, а також отримав жовту картку на 62-й хвилині. У матчі 11 туру, «дніпряни» перемогли в поєдинку з київським «Динамо». На 12-й хвилині Зозуля віддав гольовий пас у ворота свого колишнього клубу. На 49-й хвилині отримав жовту картку. У поєдинку 4 туру групового етапу Ліги Європи, забив гол на 52-й хвилині в ворота «Наполі». У матчі 6 туру оформив дубль у матчі з АІК. У 19 турі чемпіонату, на 19-й хвилині відзначився голом у ворота київського «Арсенала». У матчі з «Кривбасом» отримав червону картку на 57-й хвилині. У матчі з «Чорноморцем» забив гол на 80-й хвилині й вивів свою команду вперед. Гол став переможним.
26 травня 2013 року оформив перший хет-трик — у домашній грі проти «Іллічівця» (7:0). Також відзначився гольовою передачею.

#### Сезон 2013—2014

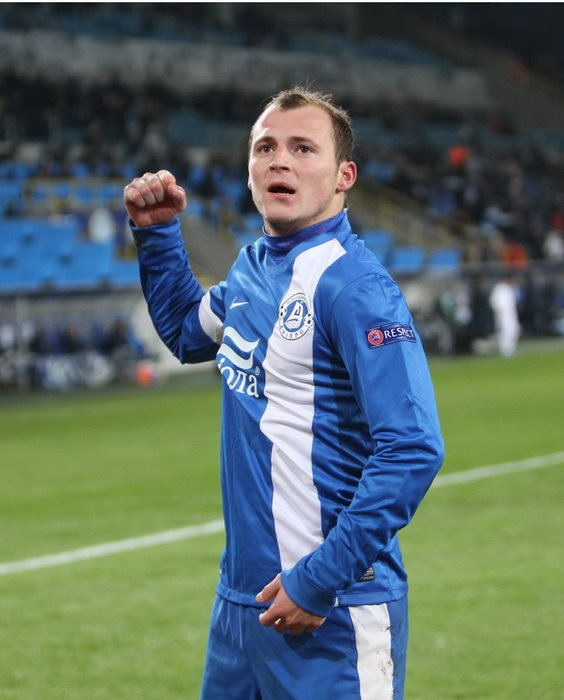
Під час гри за «Дніпро»

Почав сезон голом у ворота «Арсенала». У плей-офф Ліги Європи вразив ворота «Нимме Калью». У наступному матчі відзначився дублем у ворота донецького «Шахтаря». Продовжив гольову серію матчем-відповіддю з «Нимме Калью», а закінчив голом у поєдинку з київським «Динамо». У матчі з запорізьким «Металургом» відзначився голом на 75-й хвилині. У матчі 15 туру з донецьким «Металургом», отримав дві жовті картки на 89-й і 94-й хвилинах, після чого, покинув поле. У матчі групового етапу Ліги Європи, забив гол у ворота «Пандурія», а також віддав 3 гольові передачі. У принциповому матчі 12 туру, відзначився голом у ворота «Металіста» на 14-й хвилині.
2014 року під час виступу в Лізі Європи гравець «Тоттенгема» — Ян Вертонген провокував Романа, потім він упав на газон, нібито від грубого порушення правил Зозулею. Роман отримав червону картку. На повторі було видно, що це була симуляція Вертонгена. До цього, на 48-й хвилині, українець відзначився голом. У 29 турі чемпіонату забив гол у ворота «Ворскли».

#### Сезон 2014—2015
Першими результативними діями відзначився тільки в 7 турі чемпіонату, віддавши гольову передачу в матчі з «Олімпіком». Потім знову віддав гольовий пас, але вже в матчі Ліги Європи з «Карабахом». Після віддав гольову передачу в матчі з «Олімпіакосом» на 50-й хвилині. Перший гол у сезоні забив у ворота «Волині» на 94-й хвилині матчу. У матчі 1/8 фіналу Ліги Європи забив переможний гол у ворота «Аякса». Далі його клуб дістався фіналу турніру, але Зозуля там не зіграв через травму.

#### Сезон 2015—2016
У 2015 році отримав травму, через яку не зміг грати довгий час. Після відновлення вийшов на поле і забив гол красивим ударом «через себе». З часом повністю реабілітувався і почав регулярно виступати.
Під час півфінального поєдинку кубка країни з луганською «Зорею» почав бити арбітра матчу, за що отримав дискваліфікацію на пів року разом із Русланом Ротанем та Андерсоном Піко.
Наприкінці липня 2016 року офіційно залишив «Дніпро».

### «Реал Бетіс»
27 липня 2016 року на правах вільного агента підписав контракт на 3 роки з іспанським клубом «Реал Бетіс».

### «Райо Вальєкано»
1 лютого 2017 року було офіційно оголошено про перехід до складу «Райо Вальєкано» на правах оренди до кінця сезону. Перехід до Мадрида супроводжувався невдоволенням фанатів «Райо», які звинувачували Романа у зв'язках з ультраправими організаціями в Україні. Сам Роман зважив за потрібне спростовувати ці звинувачення, пояснивши, що допомагає українській армії та дітям, які постраждали від війни. В результаті Зозуля розірвав контракт з «Райо Вальєкано», а ФІФА, як виняток, дозволила йому перейти в будь-який інший клуб, який грає за системою «весна-осінь».

### «Альбасете»
У листопаді 2019 року представники ФК «Альбасете» проводили опитування вболівальників, згідно з результатами, найкращим гравцем клубу було визнано Романа Зозулю. У грудні 2019 року через образливі вигукування на адресу Зозулі із звинуваченнями у нацизмі з боку вболівальників на трибунах був зупинений, а потім скасований матч між «Райо Вальєкано» і «Альбасете». Професійна футбольна ліга Іспанії підтримала рішення судді зупинити зустріч «через образи і погрози щодо Романа Зозулі».

### «Ештуріл-Прая»
29 липня 2021 року в ЗМІ з'явилася інформація, що Зозуля перейшов в португальський клуб «Ештуріл-Прая» на правах вільного агента та підприсав контракт на один сезон. Проте, через протести частини вболівальників «Ештуріл-Прая» трансфер не було завершено.

### «Фуенлабрада»
31 липня 2021 року підписав контракт з клубом іспанської Сегунди «Фуенлабрада».

## Кар'єра в збірній
2 червня 2010 року дебютував за збірну України в товариському матчі з командою Норвегії, у якому забив єдиний переможний м'яч. Став учасником Молодіжного чемпіонату Європи 2011 року у Данії.
Грав у матчах кваліфікації до чемпіонату Світу 2014 року. У матчі проти збірної Франції забив гол.
На матчі кваліфікації до Євро-2016 у Франції проти збірної Іспанії отримав важку травму і далі не міг грати протягом півроку.

## Статистика

### Клубна статистика
| Клуб              | Сезон             | Ліга | Ліга | Кубок | Кубок | Суперкубок | Суперкубок | Єврокубки | Єврокубки | Разом | Разом |
| Клуб              | Сезон             | Ігри | Голи | Ігри  | Голи  | Ігри       | Голи       | Ігри      | Голи      | Ігри  | Голи  |
| ----------------- | ----------------- | ---- | ---- | ----- | ----- | ---------- | ---------- | --------- | --------- | ----- | ----- |
| Динамо-3 (Київ)   | 2005/2006         | 1    | 0    | —     | —     | —          | —          | —         | —         | 1     | 0     |
| Динамо-3 (Київ)   | Разом             | 1    | 0    | —     | —     | —          | —          | —         | —         | 1     | 0     |
| Динамо-2 (Київ)   | 2005/2006         | 5    | 1    | —     | —     | —          | —          | —         | —         | 5     | 1     |
| Динамо-2 (Київ)   | 2006/2007         | 30   | 5    | —     | —     | —          | —          | —         | —         | 30    | 5     |
| Динамо-2 (Київ)   | 2007/2008         | 24   | 5    | —     | —     | —          | —          | —         | —         | 24    | 5     |
| Динамо-2 (Київ)   | Разом             | 59   | 11   | —     | —     | —          | —          | —         | —         | 59    | 11    |
| Динамо (Київ)     | 2007/2008         | 1    | 0    | 0     | 0     | 0          | 0          | 0         | 0         | 1     | 0     |
| Динамо (Київ)     | 2008/2009         | 11   | 1    | 3     | 0     | 0          | 0          | 1         | 0         | 15    | 1     |
| Динамо (Київ)     | 2009/2010         | 11   | 2    | 1     | 1     | 1          | 0          | 0         | 0         | 13    | 3     |
| Динамо (Київ)     | 2010/2011         | 12   | 0    | 3     | 1     | —          | —          | 8         | 1         | 23    | 2     |
| Динамо (Київ)     | Разом             | 35   | 3    | 7     | 2     | 1          | 0          | 9         | 1         | 52    | 6     |
| Всього за кар'єру | Всього за кар'єру | 95   | 14   | 7     | 2     | 1          | 0          | 9         | 1         | 112   | 17    |

### За збірну
| № | Дата            | Суперник   | Рахунок | Голи | Змагання                      |
| - | --------------- | ---------- | ------- | ---- | ----------------------------- |
| 1 | 2 червня 2010   | Норвегія   | 1:0     | 1    | Товариський матч              |
| 2 | 15 серпня 2012  | Чехія      | 0:0     | —    | Товариський матч              |
| 4 | 12 жовтня 2012  | Молдова    | 0:0     | —    | Кваліфікаційний раунд ЧС 2014 |
| 5 | 16 жовтня 2012  | Чорногорія | 0:1     | —    | Кваліфікаційний раунд ЧС 2014 |
| 6 | 6 лютого 2013   | Норвегія   | 2:0     | —    | Товариський матч              |
| 7 | 22 березня 2013 | Польща     | 3:1     | 1    | Кваліфікаційний раунд ЧС 2014 |
| 8 | 26 березня 2013 | Молдова    | 2:1     | —    | Кваліфікаційний раунд ЧС 2014 |

## Громадянська позиція
Під час паузи у спортивній кар'єрі Зозуля активно допомагає армії.
У 2015 році Роман заснував благодійний фонд «Народна армія», регулярно здійснює допомогу бійцям на передовій і в тилу.
Наприкінці 2015 року він виставив на аукціон свою медаль фіналіста Ліги Європи 2015 року. Вона була продана за 210 тис. грн., гроші футболіст переказав на потреби бійців у зоні АТО. Покупцем медалі виявився дзюдоїст з Дніпра Олександр Кисельов, який вирішив не забирати медаль у футболіста, при цьому гроші за аукціон перерахував.

## Нагороди та відзнаки
За свою активну діяльність в сфері волонтерської допомоги українській армії Роман Зозуля був нагороджений:
- Відзнака Президента України «За гуманітарну участь в антитерористичній операції» — від Президента України.[19]
- Нагрудний знак «За заслуги перед Збройними Силами України» (28 серпня 2015) — від Начальника Генерального Штабу України.[20]
- Медаль «Операції Об'єднаних Сил. За звитягу та вірність» (08 травня 2020) — від Командувача Об'єднаних сил.[21]

Кавалер ордена «За заслуги» III ступеня (10 вересня 2020).